# Officium Triste
Gli Officium Triste sono una band funeral doom metal olandese nata nel 1994 a Rotterdam, e tuttora in attività. Il gruppo nasce originariamente come gruppo death metal - con il nome di Reincremated - salvo poi sciogliersi e, nel 1994, riunirsi sotto il nome attuale di Officium Triste. Chiamano il loro genere Rotterdoom, molto ispirato da band quali Anathema e My Dying Bride, anche se l'ultimo album è un po' più melodico e lento dei precedenti; il cantante utilizza spesso il growl.

## Formazione[3]

### Attuale
- Pim Blankenstein - voce
- Martin Kwakernaak - tastiere (precedentemente anche batteria)
- Bram Bijlhout - chitarra
- Lawrence Meyer - basso
- Niels Jordaan - batteria

### Ex componenti
- Maarten v.d. Giessen - basso
- Johan Mijnster - basso
- Johan Tonnon - chitarra
- Johan Kwakernaak - chitarra
- Ronald Lagerwaard - batteria

## Discografia[4]
- 1994 - Demo '94 (demo)
- 1996 - Mountains of Depressiveness (7" EP)
- 1997 - Ne Vivam
- 1999 - Roses on my Grave (MCD)
- 2000 - Promo 2000
- 2001 - The Pathway
- 2001 - Roses on my Grave (7")
- 2004 - Reason
- 2007 - Giving Yourself Away
- 2009 - Charcoal Hearts (greatest hits)